# Hospital de Bathalapalli
El Hospital de Bathalapalli es un hospital general ubicado en Bathalapalli, distrito de Anantapur, Andhra Pradesh, India. 
El hospital fue fundado en 2009 por la Fundación Vicente Ferrer y es conocida por brindar atención de  salud  primaria a poblaciones rurales marginadas con una gama de servicios que  incluyen la atención ambulatoria, hospitalización, cirugía menor y programas de salud comunitaria. 